# Servomotor

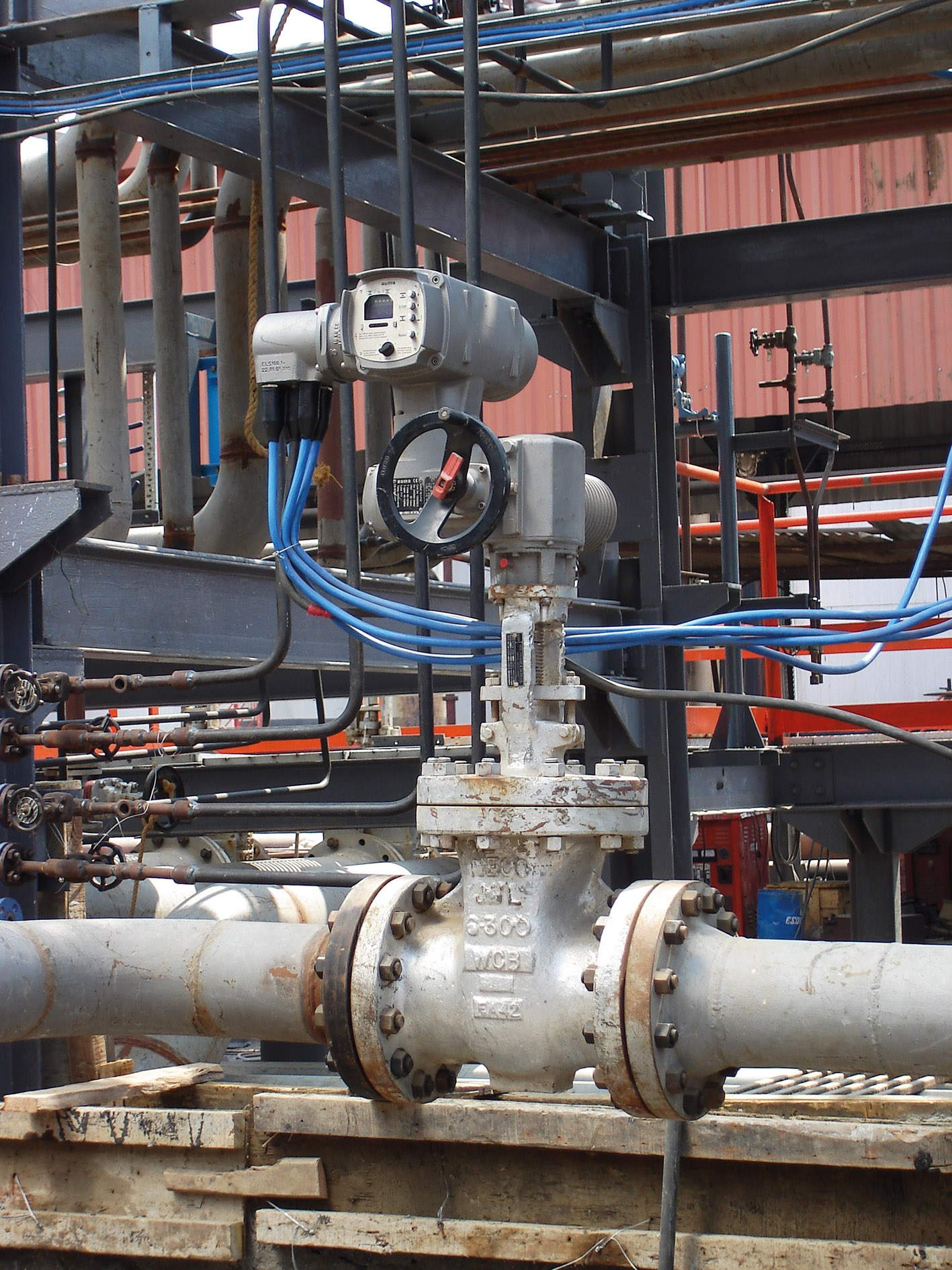
Servomotor Auma sloužící k řízení potrubních armatur v rafinerii

Servomotor, zkráceně servo, je motor pro pohony (většinou elektrické, ale existují také hydraulická, pneumatická či dokonce parní serva), u kterých lze na rozdíl od běžného motoru nastavit přesnou polohu natočení osy. Ovládají se jím například posuvy u CNC strojů, nastavení čtecí hlavičky u pevného disku. Všechny RC (Radio control) modely používají malá modelářská serva.
Servo také často pracuje na podstatně menších otáčkách, než je pro daný typ stroje obvyklé. Z pohledu obecné kauzality a teorie systémů je servo-motor zdrojem úsilí, zde měkký zdroj momentu, na rozdíl od hnacích motorů, které jsou zdrojem rychlosti (zdrojem zobecněného toku). Serva mohou dlouhodobě i jen silově působit, i bez pohybu, v extrému mohou být dokonce i přetáčena do protipohybu, kdy slouží k mírnění pohybu systému, jeho brzdění (plní i jiný požadavek než zrovna polohu). Serva na tyto stavy jsou dimenzována: Aby vydržela takové mechanické namáhání (zesílená robustní konstrukce), aby se nepřehřála (žebrování pro pasivní chlazení).
V širším slova smyslu je servomotorem jakýkoli motor sloužící k motorickému řízení a nahrazující práci člověka. Může to být:
- elektromagnet – regulovatelný, nebo stykač;
- elektromotor – s koncovými zarážkami, nebo bez;
- pneumatický či hydraulický píst – bez napájení volnoběžný, s možností ústupu vnějšímu působení, nebo s jednosměrným zpětným ventilem, nebo i oboustranně zavřený šoupátkem, ba i s napájením samosvorný;
- nebo i jen topný odporový drát na bimetalu.

## Řízení stavu systému
Servo může ovlivňovat jakékoli mechanické jevy a stavy. Hypoteticky například průtok vzduchu ventilací:
- může nastavit polohu škrtící klapky, bez přímého vlivu na pohon ventilace a bez ohledu na skutečnou efektivitu takové ventilace či spotřebu pohonu;
- může průtok ovlivňovat svým vlastním ventilátorem: Pomáhat, či proud vzduchu brzdit protivětrem;
- může působit přímo na hřídeli statického pohonu (staticky z pohledu jeho konstrukčních synchronních otáček), kterému může pomáhat, nebo ho naopak brzdit.

Servo tedy působí v širokém rozsahu svého výkonu, na rozdíl od pohonů, které například mívají jen úzké pracovní rozpětí otáček, a například rozběh pohonu je svým způsobem nestandardní / nepracovní situace, kterou pohon potřebuje rychle překonat (například přepínačem hvězda-trojúhelník), jinak by se poškodil.
Servo může být v pohybu:
- volné,
  - jako motor bez wind-upu,
  - jako zdroj (nastavitelného) podtlaku (aktivní odsavač) z uzavřené baňky, pro akční člen typu přísavka;
- nebo omezené do uzavřeného intervalu:
  - servo pro natočení páky jen o malý úhel,
  - servo pro navinutí lana omezené délky, tedy o omezený počet několika celých otáček,
  - pro pojezd po kolejnici dané délky, danou rychlostí, ale s proměnlivou zátěží, například jako kočka jeřábu.

## Řízení polohy
V užším slova smyslu je servomotor polohovacím zařízením, na vymezeném prostoru: s danými hranicemi, s daným počtem stupňů volnosti (typicky jediným).
Servomotor může zařízení polohovat:
- do dvou nebo více diskrétních poloh, třeba i neomezeného počtu,
- nebo i plynule mezi krajními polohami.

## Řízení a regulace
O poloze zařízení lze usuzovat bez zpětné vazby, např.:
- podle počtu impulzů vyslaných do krokového motorku,
- podle času po který byl pohon zapnutý.

Vlastnosti servomotoru vylepšuje použití snímačů pro odečet polohy. Signál těchto čidel lze využít k dalšímu řízení pohonu, například vypnout motor po dojezdu do krajní polohy. Zavedením lineární záporné zpětné vazby lze servomotorem řídit polohu zařízení v celém rozsahu jeho pracovní dráhy. Je k tomu zapotřebí řídicí systém zvaný regulátor.
Poloha hřídele servomotoru bývá zjišťována elektricky pomocí fotoelektrického snímače (encoder) nebo pomocí rozkladače (selsynu). Pro levné aplikace lze použít optické snímání pomocí kódového kotoučku či proužku, gray code. Nedoporučuje se potenciometr.
Signál snímače polohy je přiveden pomocí zpětné vazby na regulátor, který porovnává skutečnou polohu motoru s žádanou polohou. Na základě rozdílu žádané a skutečné polohy regulátor (často velmi složitý) řídí měnič a tak nastavuje motor na žádanou polohu.

## Napájení
Pro uspokojení zvýšených energetických nároků regulovaného pohonu na napájení (zrychlené dojezdy a dobrzďování pro celkové zrychlení činnosti) se používají servozesilovače. Ty mohou být mechanické, hydraulické nebo elektronické zařízení, podle druhu servomotoru.
Elektrické servomotory jsou z důvodu tepelných ztrát řízeny prakticky výhradně tranzistorovými měniči s pulzně šířkovou modulací (PWM), aby se předcházelo přehřívání.

## Střídavé servomotory
Střídavé servomotory jsou dnes nejpoužívanější typy servomotorů. Střídavé servomotory jsou bezkartáčové motory s třífázovým vinutím statoru: buď synchronní s permanentními magnety na rotoru, nebo asynchronní s kotvou nakrátko.

### Asynchronní servomotory
Dnešní řídicí systémy už jsou schopny regulovat přesnou polohu i u asynchronních motorů, což činí celé řešení velice levné a robustní.

### Synchronní servomotory
Dnešní konstrukce používají permanentní magnety na bázi vzácných zemin (nejčastěji typ neodym - železo - bór). Motory lze několikanásobně momentově přetížit, a proto jsou vhodné pro dynamicky náročné úlohy.